# Bismarmark
Bismarmark je stará jednotka hmotnosti používaná v Norsku.

## Převodní vztahy
- 1 bismarmark = 0,2143 kg = 1/2 pund
- vedle této se jednotky užívala v Norsku a také Dánsku jednotka bismarmark sjaelandsk, jejíž velikost činila 0,331 kg